# ピルビン酸カルボキシラーゼ
ピルビン酸カルボキシラーゼ（Pyruvate carboxylase）は、ピルビン酸を不可逆的にカルボキシル化してオキサロ酢酸にするリガーゼ群の酵素である。

## 酵素反応
この反応はクエン酸回路を回転させるために必要なオキサロ酢酸を供給する最も重要な炭酸固定補充反応である。この酵素はミトコンドリア内に存在するビオチン結合タンパク質で、酵素反応にはマグネシウムもしくはマンガンとアセチルCoAを必要とし、筋肉ではなく肝臓で起こる。高濃度のADPは酵素のリン酸化を抑制するため酵素の活動は維持され、その間はアセチルCoAがアロステリック効果によって酵素の活性剤となる。

## 糖新生
糖新生では最初にピルビン酸からホスホエノールピルビン酸が合成される。ピルビン酸は始めミトコンドリアでピルビン酸カルボキシラーゼによってオキサロ酢酸に変換される。その間ATPが1分子加水分解される。そのときオキサロ酢酸は、ホスホエノールピルビン酸カルボキシキナーゼによって脱炭酸とリン酸化反応が同時に触媒され、細胞質にホスホエノールピルビン酸が生成する。ミトコンドリアから細胞質へのホスホエノールピルビン酸の輸送は、リンゴ酸/ホスホエノールピルビン酸シャトルによって調停される。